# Municipio de Nunda (Minnesota)
El municipio de Nunda (en inglés: Nunda Township) es un municipio ubicado en el condado de Freeborn en el estado estadounidense de Minnesota. En el año 2010 tenía una población de 321 habitantes y una densidad poblacional de 3,57 personas por km².

## Geografía
El municipio de Nunda se encuentra ubicado en las coordenadas 43°32′26″N 93°28′17″O / 43.54056, -93.47139. Según la Oficina del Censo de los Estados Unidos, el municipio tiene una superficie total de 89.97 km², de la cual 85,49 km² corresponden a tierra firme y (4,97 %) 4,48 km² es agua.

## Demografía
Según el censo de 2010, había 321 personas residiendo en el municipio de Nunda. La densidad de población era de 3,57 hab./km². De los 321 habitantes, el municipio de Nunda estaba compuesto por el 97,82 % blancos, el 0,62 % eran afroamericanos, el 0,62 % eran amerindios, el 0,31 % eran asiáticos y el 0,62 % eran de una mezcla de razas. Del total de la población el 1,56 % eran hispanos o latinos de cualquier raza.